# 巴斯马特
巴斯马特（Basmath），是印度马哈拉施特拉邦辛戈利县的一个城镇。总人口57360（2001年）。

## 人口
该地2001年总人口57360人，其中男性29745人，女性27615人；0—6岁人口8988人，其中男4672人，女4316人；识字率65.17%，其中男性为73.15%，女性为56.58%。